# Goniobranchus leopardus
Espèce
Synonymes
- Chromodoris leopardus  Rudman[1], 1987

Goniobranchus leopardus est une espèce de nudibranche du genre Goniobranchus.

## Distribution
Cette espèce se rencontre dans la zone centrale de la région Indo-Pacifique soit dans les eaux de la Malaisie, l'Indonésie, les Philippines jusqu'aux côtes de Nouvelle-Calédonie.

## Habitat
Son habitat est la zone récifale externe, sur les sommets ou sur les pentes jusqu'à la zone des 30 m de profondeur.

## Description
Cette espèce peut mesurer plus de 6 cm.
Le pied est étiré et quasiment recouvert par les bords du large manteau, il est de teinte brune avec des taches noires cerclées de blanc.
La livrée du manteau est de couleur brune dominante, avec un nombre variable de taches sombres toutes cerclées de blanc.
La bordure de la jupe du manteau est blanche avec sur l'extrême bord un liseré pourpre à bleu.
Les rhinophores lamellés sont contractiles leur base est blanche et leur partie apicale est pourpre ou alors ils peuvent être blanc avec un trait pourpre dans le sens de la longueur. Le bouquet branchial a une face blanche, celle tournée vers l’extérieur, et l'autre face est d'aspect doré.
Lorsque l'animal se déplace, il active les bords de la jupe de son manteau en un mouvement ondulé.

## Éthologie
Ce nudibranche est benthique et diurne, se déplace à vue sans crainte d'être pris pour une proie de par la présence de glandes défensives réparties dans les tissus du corps.

## Alimentation
Goniobranchus leopardus se nourrit principalement d'éponges.